# Nuoto ai Giochi della XVIII Olimpiade - 200 metri rana maschili
La competizione dei 200 metri rana maschili di nuoto ai Giochi della XVIII Olimpiade si è svolta nei giorni dal 13 al 15 ottobre 1964 allo Yoyogi National Gymnasium di Tokyo.

## Programma
| Data            | Round        | Note                                |
| --------------- | ------------ | ----------------------------------- |
| 13 ottobre 1964 | 5 Batterie   | I migliori 16 tempi alle semifinali |
| 14 ottobre 1964 | 2 Semifinali | I migliori 8 tempi alla finale      |
| 15 ottobre      | Finale       |                                     |

## Risultati

### Batterie
| Pos. | Atleta              | Nazione     | Tempo  | Posizione finale |
| ---- | ------------------- | ----------- | ------ | ---------------- |
| 1    | Ian O'Brien         | Australia   | 2'31'4 | 4                |
| 2    | Tom Trethewey       | Stati Uniti | 2'33'4 | 7                |
| 3    | Klaus Katzur        | Germania    | 2'36'7 | 13               |
| 4    | Farid Zablith Filho | Brasile     | 2'45'2 | 25               |
| 5    | Wieger Mensonides   | Paesi Bassi | 2'47'4 | 28               |
| 6    | Huỳnh Văn Hải       | Vietnam     | 2'51'6 | 32               |

| Pos. | Atleta             | Nazione          | Tempo  | Posizione finale |
| ---- | ------------------ | ---------------- | ------ | ---------------- |
| 1    | Egon Henninger     | Germania         | 2'30'1 | 1                |
| 2    | Georgij Prokopenko | Unione Sovietica | 2'30'3 | 2                |
| 3    | Ferenc Lenkei      | Ungheria         | 2'38'6 | 15               |
| 4    | Peter Tonkin       | Australia        | 2'39'3 | 17               |
| 5    | Hemmie Vriens      | Paesi Bassi      | 2'40'8 | 20               |
| 6    | Amman Jalmaani     | Filippine        | 2'44'7 | 24               |
| 7    | Elliot Chenaux     | Porto Rico       | 2'52'5 | 33               |

| Pos. | Atleta             | Nazione       | Tempo  | Posizione finale |
| ---- | ------------------ | ------------- | ------ | ---------------- |
| 1    | Wayne Anderson     | Stati Uniti   | 2'31'5 | 5                |
| 2    | Osamu Tsurumine    | Giappone      | 2'34'1 | 9                |
| 3    | Rolando Landrito   | Filippine     | 2'41'9 | 22               |
| 4    | Gian Corrado Gross | Italia        | 2'42'8 | 23               |
| 5    | Jin Jang-Rim       | Corea del Sud | 2'48'6 | 29               |

| Pos. | Atleta               | Nazione          | Tempo  | Posizione finale |
| ---- | -------------------- | ---------------- | ------ | ---------------- |
| 1    | Kenjiro Matsumoto    | Giappone         | 2'33'8 | 8                |
| 2    | Vladimir Kosinsky    | Unione Sovietica | 2'35'6 | 10               |
| 3    | Willi Messner        | Germania         | 2'36'0 | 11               |
| 4    | Neil Nicholson       | Gran Bretagna    | 2'36'6 | 12               |
| 5    | Gershon Shefa        | Israele          | 2'40'6 | 19               |
| 6    | Cesare Caramelli     | Italia           | 2'40'9 | 21               |
| 7    | Miguel Ángel Navarro | Argentina        | 2'49'7 | 31               |

| Pos. | Atleta                 | Nazione                 | Tempo  | Posizione finale |
| ---- | ---------------------- | ----------------------- | ------ | ---------------- |
| 1    | Chet Jastremski        | Stati Uniti             | 2'30'5 | 3                |
| 2    | Yoshiaki Shikishi      | Giappone                | 2'32'3 | 6                |
| 3    | Aleksandr T'ut'ak'aevi | Unione Sovietica        | 2'36'9 | 14               |
| 4    | John Oravainen         | Australia               | 2'38'7 | 16               |
| 5    | Nazario Padrón         | Spagna                  | 2'40'5 | 18               |
| 6    | Rudolf Brack           | Svizzera                | 2'46'0 | 26               |
| 7    | Cheah Tong Kim         | Malaysia                | 2'46'2 | 27               |
| 8    | Charles Fox            | Rhodesia Settentrionale | 2'49'1 | 30               |

### Semifinali
| Pos. | Atleta          | Nazione     | Tempo  | Posizione finale |
| ---- | --------------- | ----------- | ------ | ---------------- |
| 1    | Chet Jastremski | Stati Uniti | 2'32"1 | 4                |
| 2    | Wayne Anderson  | Stati Uniti | 2'32"6 | 5                |
| 3    | Egon Henninger  | Germania    | 2'33"3 | 6                |
| 4    | Osamu Tsurumine | Giappone    | 2'33"3 | 7                |
| 5    | Tom Trethewey   | Stati Uniti | 2'34"5 | 10               |
| 6    | Willi Messner   | Germania    | 2'35"5 | 11               |
| 7    | Klaus Katzur    | Germania    | 2'37"3 | 12               |
| 8    | Ferenc Lenkei   | Ungheria    | 2'37"5 | 13               |

| Pos. | Atleta                 | Nazione          | Tempo  | Posizione finale |
| ---- | ---------------------- | ---------------- | ------ | ---------------- |
| 1    | Ian O'Brien            | Australia        | 2'28"7 | 1                |
| 2    | Georgij Prokopenko     | Unione Sovietica | 2'29"7 | 2                |
| 3    | Aleksandr T'ut'ak'aevi | Unione Sovietica | 2'30"5 | 3                |
| 4    | Vladimir Kosinsky      | Unione Sovietica | 2'33"5 | 8                |
| 5    | Kenjiro Matsumoto      | Giappone         | 2'34"3 | 9                |
| 6    | Yoshiaki Shikishi      | Giappone         | 2'34"5 | 10               |
| 7    | John Oravainen         | Australia        | 2'39"6 | 14               |
| 8    | Neil Nicholson         | Gran Bretagna    | 2'39"9 | 15               |

### Finale
| Pos.    | Atleta                 | Nazione          | Tempo  |
| ------- | ---------------------- | ---------------- | ------ |
| Oro     | Ian O'Brien            | Australia        | 2'27"8 |
| Argento | Georgij Prokopenko     | Unione Sovietica | 2'28"2 |
| Bronzo  | Chet Jastremski        | Stati Uniti      | 2'29"6 |
| 4       | Aleksandr T'ut'ak'aevi | Unione Sovietica | 2'31"0 |
| 5       | Egon Henninger         | Germania         | 2'31"1 |
| 6       | Osamu Tsurumine        | Giappone         | 2'33"6 |
| 7       | Wayne Anderson         | Stati Uniti      | 2'35"0 |
| 8       | Vladimir Kosinsky      | Unione Sovietica | 2'38"1 |